# Albane Gellé
Albane Gellé est une poétesse française née à Guérande le 7 décembre 1971
Elle est cofondatrice à Saumur de l'association Littérature & Poétiques.

## Aides et subventions
L'auteur a reçu pour Si je suis au monde, en 2010, une bourse de création de 7 000 € et en 2012 une aide à l'édition de 2 300 € du Centre national du livre.